# Saugeen River
Der Saugeen River ist ein Fluss im südlichen Ontario in Kanada.
Er fließt überwiegend in nordwestlicher Richtung und mündet nach 161 Kilometern in den Huronsee.  
Der Saugeen River ist bekannt als Angelfluss und wird zum Kanufahren genutzt.
Der Saugeen River ist über einen Großteil seiner Länge zweigeteilt in den South Saugeen River und den North Saugeen River. Die beiden Arme treffen sich etwa 24 Kilometer südsüdöstlich der Mündung in den Huronsee.
Das Kleinwasserkraftwerk Scone am North Saugeen River liefert bei einer Fallhöhe von rund fünf Meter eine Leistung von 70 kW.
Der Flussname hat seinen Ursprung in dem Ojibwe-Wort Zaagiing für „Abfluss“.

## Zuflüsse
Zu den Zuflüssen des Saugeen Rivers zählen:
- Rocky Saugeen
  - Camp Creek
  - Styx River
- Beatty Saugeen River
- Teeswater River

## Gemeinden
Gemeinden entlang dem Flusslauf:
- Durham
- Hanover
- Mount Forest
- Paisley
- Priceville
- Scone
- Southampton
- Walkerton